# FC Chomutov
Der FC Chomutov ist ein tschechischer Fußballverein aus der nordböhmischen Stadt Chomutov. Die erste Herrenmannschaft spielt derzeit in der dritthöchsten Spielklasse, der ČFL.

## Geschichte
Erste Aufzeichnungen über den Fußballverein in Chomutov, der oft den Namen wechselte (Sokol, Hutě, Baník, SK VTŽ, SK VT, ASK VT DIOSS, FC Chomutov, FK Chomutov und wieder FC Chomutov), stammen aus dem Jahr 1920. Genauere Aufzeichnungen gibt es erst ab dem Ende des Zweiten Weltkriegs im Jahr 1945. Der erste Erfolg stellte sich 1967 ein, als der Verein nach dem damaligen Ligasystem in die 2. Liga aufstieg. Davor spielte der Fußball in Chomutov nur eine untergeordnete Rolle hinter Eishockey und Handball.
In den Jahren 1968 bis 1982 setzte sich der Verein zwischen Liga zwei und drei fest. 1982, ein Jahr nach einer Ligareform, qualifizierte er sich für die I. ČNFL (2. Liga) und kämpfte 1986 im oberen Drittel um den Aufstieg in die 1. Liga, der als Tabellenzweiter bei einem Kopf-an-Kopf-Rennen mit Viktoria Pilsen verpasst wurde. Das war bis zum jetzigen Zeitpunkt die beste Platzierung in der Vereinsgeschichte. Es gab noch ein Gastspiel zwischen 2000 und 2003 in der 2. Liga.
In der Saison 2009/10 gelang nach vierjähriger Viertklassigkeit der Aufstieg in die dritthöchste Liga, in der der Verein seitdem mit Unterbrechungen spielt. Zur Winterpause 2011 verzeichnete der FC Chomutov eine namhafte Verstärkung auf der Geschäftsstelle. Ivan Horník, der beim FK Viktoria Žižkov in Spielmanipulationen verwickelt gewesen war und vom Verband ein zehnjähriges Berufsverbot auferlegt bekommen hatte, kehrte als sportlicher Leiter beim FC Chomutov zurück. Horník blieb allerdings nur wenige Monate im Amt.
In Chomutov wurde im Juli 2012 das Letní stadion eingeweiht, das in unmittelbarer Nähe zur Rocknet aréna, der Spielstätte des Eishockeyclubs Piráti Chomutov, steht. In Zukunft sollen mit abgesprochenen Anstoßzeiten mehr Fans in die Stadien gelockt werden. In der Saison 2012/13 fand das Endspiel des tschechischen Fußballpokals im Letní stadion statt.

## Trainer
- Přemysl Bičovský (1998, 1999–2001)
- Tomaš Heřman (2007–2009)